# Ржешевский, Александр Георгиевич
Алекса́ндр Гео́ргиевич Ржеше́вский (12 сентября 1903, Санкт-Петербург — 19 января 1967, поселок Ильинское, Московская область) — советский драматург, сценарист, актёр, каскадёр.

## История
Учился в Петроградском немецком Училище Святой Анны, дважды исключался за плохое поведение.
С 1918 года служил в РККФ на Балтийском флоте. Был юнгой Кронштадтского военно-морского артиллерийского отряда, разведчиком и пулемётчиком в отряде морской пехоты. Участвовал в боях против Юденича и подавлении восстания форта «Красная горка» (1919—1920).
В 1923—1924 годы — сотрудник 4-го спецотдела ГПУ Ленинграда и области (борьба с политическим бандитизмом — «савинковщиной», подключался к борьбе с городским бандитизмом).
В 1926 году окончил актёрское отделение Института экранного искусства в Ленинграде.
В годы учёбы в институте снимался в фильмах производства «Севзапкино» и Ленинградского отделения «Госкино». Был известным на всю страну каскадёром, исполнявшим самые сложные и головокружительные трюки, но увлёкся сочинением сценариев. По его первому сценарию, который он принёс на Межрабпом-Русь, сразу же был поставлен фильм «В город входить нельзя» 1927 года, хотя коллегия Реперткома (председатель Павел Бляхин) не давала согласия на его постановку. Фильм хотел ставить Всеволод Пудовкин, но из-за его занятости на фильме «Живой труп», снимавшемся в Германии, режиссёром картины стал Юрий Желябужский.
Для Пудовкина А. Г. Ржешевский написал по мотивам произведений Михаила Кольцова сценарий «Очень хорошо живётся», по которому был снят фильм «Простой случай» (1930). Этот фильм назвали первой и серьёзной неудачей режиссёра.
Член Союза писателей СССР с 1935 года. В 1953 году был исключён из Союза писателей. Инициаторами исключения выступили К. Симонов и А. Сурков. После многолетнего забвения, буквально за год до смерти, был принят в Союз кинематографистов СССР.
Ржешевский был автором сценария фильма «Бежин луг», к съёмкам которого приступил Сергей Эйзенштейн, но этот проект был остановлен и закрыт, а единственная копия фильма погибла во время пожара на Мосфильме в годы Великой Отечественной войны. В середине 1960-х началась работа по восстановлению фотофильма «Бежин луг» на основе чудом сохранившихся кадров (Ю. Райзман, Н. Клейман).
Ржешевский ушёл в драматургию, сочинил несколько пьес, которые имели успех. Наибольшей известностью пользовалась пьеса «Олеко Дундич», написанная в соавторстве с Михаилом Кацем, которая несколько десятков лет не сходила с театральных подмостков, а в 1958 году была экранизирована Леонидом Луковым. Автор нереализованных сценариев «В горах говорят» (1930), «Океан» (1931), «Мир и человек» (1936).
Умер 19 января 1967 года в больнице города Жуковский от заражения крови. Похоронен на городском кладбище города Жуковский.

## Стиль
Сценарии Ржешевского не давали подробного описания кадров будущего фильма, но должны были эмоционально воздействовать на режиссёра; обращая его внимание на характер поступков и состояний героев («говорит страстно, исступлённо», «бесконечно счастлив»), они должны были создавать ощущение приподнятой взволнованности. Эпизоды фильма часто были связаны не последовательным движением событий, а ходом авторских размышлений.
Такая форма «эмоционального сценария» вызвала интерес Пудовкина и Эйзенштейна, но подвергалась и критике. Виктор Шкловский так написал о нём: «Он был талантлив и преждевременен».

## Пьесы
- 1931 — «Трибунал» («Товарищи и предатели»)
- 1934 — «Товарищи и предатели»
- 1940 — «Здравствуй-прощай!»
- 1943 — «Мои чудесные корабли»
- 1941 — «Олеко Дундич»
- 1942 — «Всегда с Вами»
- 1952 — «Валерий Чкалов» (дилогия)
- 1955 — «Подвиг адмирала Невельского»
- 1955 — «Олеко Дундич» (2-я ред.)
- 1960 — «Грешнику всегда страшно»[2]
- «Ночь под Москвой»
- «Солнечное затмение»
- «Воробьёвы горы»
- «Современный роман»
- «Маски долой»

## Фильмография
актёр
- 1925 — Вздувайте горны
- 1925 — На жизнь и на смерть — рыбак[2]

сценарист
- 1929 — В город входить нельзя[3][2]
- 1930 — В горах говорят[7]
- 1930 — Простой случай[3][2]
- 1931 — Океан[7]
- 1933 — Двадцать шесть комиссаров[3][2]
- 1936 — Бежин луг (один из вариантов сценария)[2]
- 1936 — Мир и человек[7]
- 1937 — Москва (не сохранился)
- 1940 — Веселей нас нет[2]
- 1956 — Олеко Дундич (сценарий написан на основе пьесы)